# Stachys gossweileri
Stachys gossweileri là một loài thực vật có hoa trong họ Hoa môi. Loài này được G.Taylor miêu tả khoa học đầu tiên năm 1931.